# Забужевка
Забужевка — село в Беловском районе Курской области. Входит в Кондратовский сельсовет.

## География
Село находится на реке Забужевка, в 98 км к юго-западу от Курска, в 19 км к юго-западу от районного центра — Белая, в 7 км от центра сельсовета — Озерки.
Улицы
В селе улицы: Выгон, Гончаровка, Ежаковка, Заярок, Молодёжная, Садовая, Село, Сухопятовка, Хитрая Гора.
Климат
Забужевка, как и весь район, расположен в поясе умеренно континентального климата с тёплым летом и относительно тёплой зимой (Dfb в классификации Кёппена).

## Население
| 2002 | 2010 |
| ---- | ---- |
| 298  | ↘260 |

## Инфраструктура
Личное подсобное хозяйство.

## Транспорт
Забужевка находится в 17,5 км от автодороги регионального значения 38К-028 (Обоянь — Суджа), в 16 км от 38К-029 (38К-028 — Белая), в 3,5 км от автодороги межмуниципального значения 38Н-598 (Гирьи — Кондратовка — граница с Белгородской областью), на автодороге 38Н-599 (38Н-598 — Забужевка), в 14,5 км от ближайшей ж/д станции Псёл (линия Льгов I — Подкосылев).
В 85 км от аэропорта имени В. Г. Шухова (недалеко от Белгорода).

## Достопримечательности
- Могила летчика, мл. лейтенанта Колоскова Ильи Трофимовича, погибшего в воздушном бою в июле 1943 года